# Pararctia remissa
Pararctia remissa är en fjärilsart som beskrevs av Edwards 1888. Pararctia remissa ingår i släktet Pararctia och familjen björnspinnare. Inga underarter finns listade i Catalogue of Life.